# Heliconius nigrobasalis
Heliconius nigrobasalis är en fjärilsart som beskrevs av Heinrich Neustetter 1931. Heliconius nigrobasalis ingår i släktet Heliconius och familjen praktfjärilar. Inga underarter finns listade i Catalogue of Life.